# Ross Blomfield
Ross Blomfield es un deportista neozelandés que compitió en remo. Ganó una medalla de bronce en el Campeonato Mundial de Remo de 1974, en la prueba de ocho con timonel.

## Palmarés internacional
| Campeonato Mundial | Campeonato Mundial | Campeonato Mundial | Campeonato Mundial |
| Año                | Lugar              | Medalla            | Prueba             |
| ------------------ | ------------------ | ------------------ | ------------------ |
| 1974               | Lucerna (Suiza)    | Medalla de bronce  | Ocho con timonel   |